# Breg pri Konjicah
Breg pri Konjicah este o localitate din comuna Slovenske Konjice, Slovenia, cu o populație de 132 de locuitori.